# Dvärglöpare
Dvärglöpare (Elaphropus parvulus) är en skalbaggsart som beskrevs av Pierre François Marie Auguste Dejean. I den svenska databasen Dyntaxa används istället namnet Tachyura parvula. Dvärglöpare ingår i släktet Elaphropus och familjen jordlöpare. Arten är reproducerande i Sverige. Inga underarter finns listade i Catalogue of Life.